# Von Hallwyl

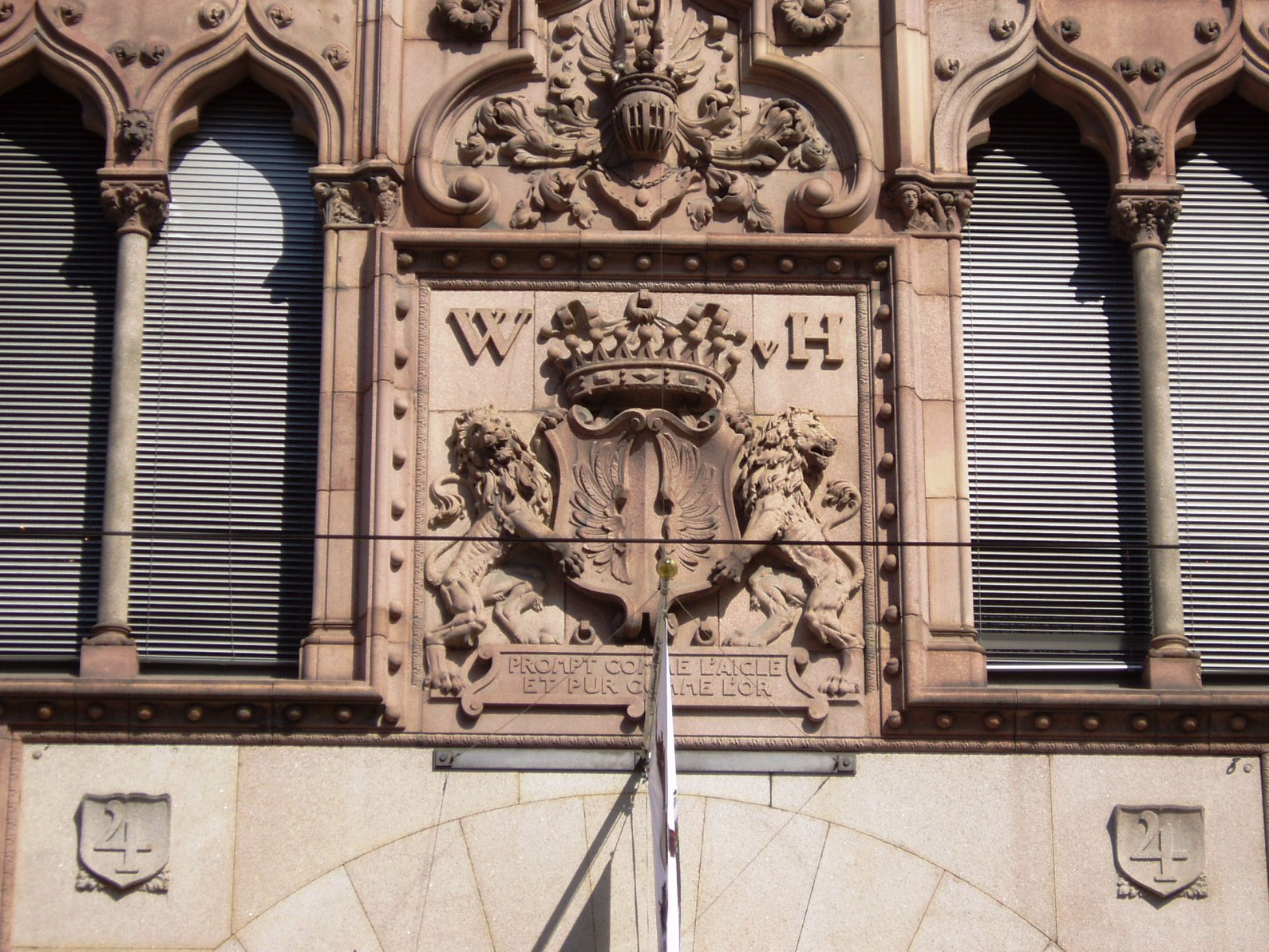
Släktvapnet på Hallwylska palatsets fasad, Hamngatan 4, Stockholm.

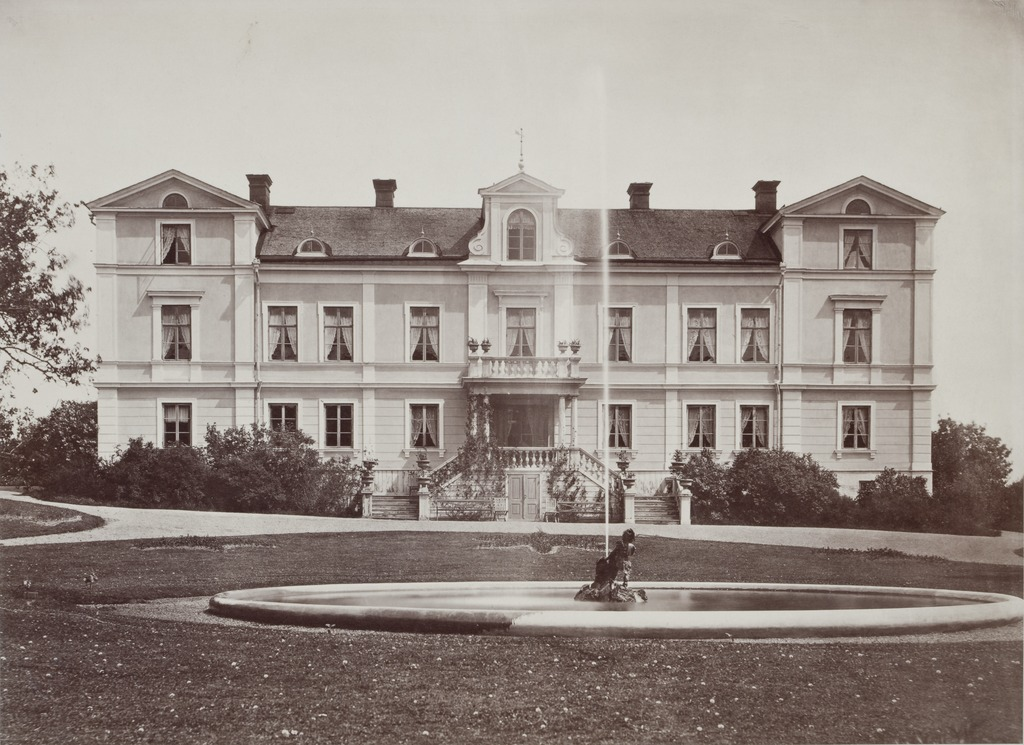
Erikslunds slott före ombyggnad

von Hallwyl är en uradlig schweizisk ätt. Släktnamnet kommer från stamborgen Hallwyl vid sjön Hallwilersee i Seetal, kantonen Aargau. Borgen kom i familjens ägo på 1100-talet och är nu museum. 
Ätten omtalas första gången 1113, och blev riksgrevlig på 1300-talet. Ätten fortlever i Tyskland och Schweiz.

## Storhetstid
Under 1300-talet inföll ättens storhetstid som ministerialer åt Habsburgska ätten. Stora besittningar i Schweiz och södra Tyskland förvärvades och släkten förlänades av hertig Leopold av Österrike grevskapet Fahrwangen med dess grevliga rättigheter och högsta domsmakt. År 1604 delades släkten i två grenar: den österrikiska-böhmiska och den schweiziska som levde kvar i Aargau.

## Österrikisk-böhmiska grenen
Den österrikisk-böhmiska grenen levde i Turgau och släktens medlemmar hade höga ämbeten i Wien. Den böhmiska linjen dog ut 1762 och den österrikiska upphörde när Franziska Romana von Hallwyl (1758-1836) gifte in sig i den schweiziska grenen.

## Schweiziska grenen
I Schweiz försvann adelsprivilegierna tidigt, dock intog kantonen Aargau en särställning. Under medeltiden tillhörde kantonen Tyska riket och stod under Habsburgarnas välde men 1415 tog Bern makten i stora delar av Aargau. Eftersom den gamla adeln slöt upp på Berns sida fick de behålla sina adelsprivilegier och därmed var aristokratins ställning i Aargau under 1600- och 1700-talen stark i jämförelse med övriga Schweiz. Släkten von Hallwyl var vid den här tiden en av ett fåtal familjer som styrde och förvaltade kantonen Aargau.
År 1798 upphörde Berns maktposition för en tid i och med Napoleons invasion men 1803 var den gamla ledningen och det aristokratiska styret tillbaka. Först 1831 förlorade aristokratin sin ställning i Aargau.

### Adelstiteln
De förlorade adelsprivilegierna under 1800-talet betydde i praktiken inte mycket för von Hallwyls. De satt fortsatt på höga positioner och ämbeten, även i den nya demokratin, och genom levnadssätt och ingifte var de nära lierade med andra aristokrater.

## Sverige
Till Sverige kom ätten 1864 genom kaptenen vid den schweiziska generalstaben, Walther von Hallwyl (1839-1921) då han gifte sig med Wilhelmina Kempe (1844-1930). Walthers far, Theodor von Hallwyl (1810-1870), hade inte använt sig av grevetiteln annat än utomlands. Inte heller Walthers bror, Hans von Hallwyl (1835-1909) tycks ha använt titeln. Walther von Hallwyls schweiziska grevetitel erkändes dock i Sverige då han blev svensk medborgare 1873 och han titulerades riksgreve. Walther von Hallwyl slöt själv sin gren på svärdssidan genom sin död. Tack vare hans hustru grevinnan Wilhelmina von Hallwyl lever släktnamnet vidare genom Hallwylska museet. Huset uppfördes som Stockholmsbostad åt Walther och Wilhelmina von Hallwyl efter ritningar av Isak Gustaf Clason och dennes medarbetare Albert Collett. Paret flyttade in i den nyuppförda byggnaden 1898.
År 1866 köptes Erikslunds slott av träpatronen Wilhelm Kempe som gav gården 1870 som bröllopsgåva till sin dotter Wilhelmina då hon gifte sig med Walther von Hallwyl. Vid denna tid omfattade egendomen drygt 3 000 tunnland. Wilhelm Kempe ville ge sin dotter och svärson en egendom som motsvarade tidens alla krav. Inredningarna under familjen von Hallwyls tid på Erikslund gick huvudsakligen i nyrokoko.

## Personer med efternamnet von Hallwyl
- Ebba von Eckermann, född von Hallwyl (1866–1960), svensk kvinnosakskvinna, dotter till Walther och Wilhelmina von Hallwyl
- Ellen Roosval von Hallwyl (1867–1952), svensk målare, skulptör och kompositör, dotter till Walther och Wilhelmina von Hallwyl
- Franz Josef von Hallwyl (1719–1785), schweizisk officer, delvis i  fransk tjänst
- Hans von Hallwyl (1835–1909), schweizisk politiker, bror till Walther von Hallwyl
- Irma von Geijer, född von Hallwyl (1873–1959), svensk slottsfru, dotter till Walther och Wilhelmina von Hallwyl
- Theodor von Hallwyl (1810–1870), schweizisk godsägare och konstmecenat, far till Walther von Hallwyl
- Walther von Hallwyl (1839–1921), schweizisk-svensk affärsman och politiker, schweizisk riksgreve
- Wilhelmina von Hallwyl (1844–1930), svensk konstsamlare och museiskapare, gift med Walther von Hallwyl